# Raúl Coloma
Raúl Ernesto Coloma Rivas (* 9. Juli 1928 in Santiago; † 12. Oktober 2021 ebenda) war ein chilenischer Fußballspieler. Der Torwart absolvierte zwölf Länderspiele für Chile.

## Karriere

### Verein
Raúl Coloma spielte in der Jugend vom Unión Española und kam 1950 in den professionellen Fußball zum frisch fusionierten Verein Ferrobadminton. Bei Ferrobadminton spielte der Torwart bis 1964 und ging dann zu Municipal de Santiago. 1968 bis 1970 spielte Coloma bei Amateurklubs, kam 1971 aber wieder in den bezahlten Fußball zum CD Ferroviarios zurück. Dort beendete er seine Karriere im Alter von 47 Jahren und ist bis heute der am längsten spielenden Profi in Chile.

### Nationalmannschaft
In der Nationalmannschaft debütierte Raúl Coloma beim Campeonato Sudamericano 1959 bei der 1:6-Niederlage gegen Gastgeber Argentinien. Der Torwart spielte alle Turnierpartien für Chile. Die La Roja beendete das Turnier als fünfter mit zwei Siegen, einem Unentschieden und drei Niederlagen.
Im März und April 1960 ging Coloma auf Europareise, auf der Chile gegen mehrere europäische Nationalmannschaften Freundschaftsspiele bestritt. Coloma bestritt im April 1960 sein zwölftes und letztes Länderspiel bei der 2:4-Freundschaftsspielniederlage gegen die Schweiz.